# Mike McGlynn
Michael Ryan „Mike“ McGlynn (* 8. März 1985 in Austintown, Ohio) ist ein ehemaliger US-amerikanischer American-Football-Spieler in der National Football League (NFL). Er spielte zuletzt für die New Orleans Saints als Offensive Guard.

## College
McGlynn besuchte die University of Pittsburgh und spielte für deren Mannschaft, die Panthers als Offensive Tackle erfolgreich College Football.

## NFL

### Philadelphia Eagles
McGlynn wurde beim NFL Draft 2008 in der 4. Runde als insgesamt 109. Spieler von den Philadelphia Eagles ausgewählt. In seiner Rookie-Saison kam er dreimal als linker Offensive Guard zum Einsatz. 2009 bestritt er kein einziges Spiel, 2010 lief er für sein Team als Starting Center auf.

### Cincinnati Bengals
2011 wechselte er zu den Cincinnati Bengals, für die er sieben Partien absolvierte.

### Indianapolis Colts
Die folgenden zwei Saisonen war er Starter bei den Indianapolis Colts.

### Kansas City Chiefs
McGlynn ging danach zu den Washington Redskins, wechselte aber noch während der Saisonvorbereitung zu den Kansas City Chiefs. Dort absolvierte er 14 Spiele, hatte aber dermaßen schlechte statistische Werte. dass er als einer der schlechtesten Guards der Liga galt.

### New Orleans Saints
Im Mai 2015 wurde er von den New Orleans Saints verpflichtet.

## Nach der Karriere als Aktiver
Im Herbst 2019 war McGlynn kurzzeitig Headcoach der Mannschaft der West Orange High School in Winter Garden.